# Unai Albizua Urquijo
Unai Albizua Urquijo (Laudio, Àlaba, 18 de gener de 1989) és un futbolista basc que juga en posició de defensa.

## Carrera esportiva
Va néixer en el municipi alabès de Llodio l'any 1989. En 2003 es va unir a l'equip cadet de futbol base de l'Athletic Club. L'any 2007 va passar al Club Esportiu Basconia, on va començar professionalment a futbol jugant en la Tercera Divisió. En 2010 va ascendir al Bilbao Athletic de Segona Divisió B. Posteriorment, en 2013 es va incorporar a l'Athletic Club, portant el dorsal 12. Va debutar a Primera Divisió el 3 de novembre, contra l'Atlètic de Madrid.
Després de jugar només quatre partits amb l'Athletic Club, la temporada 2014-15, va ser cedit al CD Tenerife de Segona Divisió. En finalitzar la campanya va acabar el seu contracte amb l'Athletic i el club basc va decidir no renovar-lo, per la qual cosa el jugador va quedar lliure. En l'estiu de 2015 va fitxar pel CD Leganés per a la temporada 2015-16. Amb l'equip madrileny va aconseguir l'ascens a primera divisió. L'estiu de 2016 es va incorporar a l'UCAM Murcia, amb el qual va sofrir el descens a Segona Divisió B. Va signar per la Cultural Lleonesa per a la temporada 2017-18, amb el qual novament va descendir a Segona B.
Al gener de 2019 va fitxar per a UE Eivissa de Segona B, on va romandre fins a finals d'agost quan van rescindir el seu contracte després del fitxatge de Quintanilla. El 27 de novembre es va fer oficial el seu retorn a l'UCAM Murcia CF fins a final de temporada. Després d'haver desenvolupat tota la seva carrera a Espanya, a l'agost de 2020, va decidir marxar a l'estranger i va signar per una temporada, més una altra opcional, amb l'FC Stade-Lausana-Ouchy suís que dirigia Meho Kodro. Un any després va tornar al futbol espanyol per jugar a la UE Cornellà.